# Lakatos András (könyvtáros)
Lakatos András (Budapest, 1943. július 12. – Törökbálint, 2019. szeptember 26.) magyar irodalomtörténész, könyvtáros, kritikus. Anyai ágon Czeke Marianne, az első magyar diplomás könyvtárosnő leszármazottja.

## Életútja
1961-ben érettségizett a budapesti Eötvös József Gimnáziumban, 1967-ben szerzett diplomát az ELTE Bölcsészettudományi Kar (ELTE-BTK) magyar˗könyvtár szakán. Az egyetem elvégzése után rövid ideig az Állami Gorkij Könyvtár (a mai Országos Idegennyelvű Könyvtár) munkatársa lett, majd a Szépirodalmi Könyvkiadó szerkesztője, lektora. 1969˗től a KSH Cseh-Szombathy László által vezetett Társadalomstatisztikai Főosztályán elemző statisztikus, 1976-ban a Magyar Írószövetség Könyvtárának, majd 1977˗től 2005-ös nyugdíjba vonulásáig, illetve nyugdíjasként 2013-ig az Országos Széchényi Könyvtár munkatársa. A nemzeti könyvtárban először a Könyvtártudományi és Módszertani Központ Hálózatfejlesztési Osztályán, majd 1980-tól 14 évig az Új Könyvek szerkesztőségében dolgozott, amely ekkoriban számos foglalkozási tilalommal sújtott „szellemi szabadfoglalkozásúnak” nyújtott bedolgozó recenzensi munkát és befogadó intellektuális közeget. 1994-től tájékoztató könyvtárosként nagy szakértelemmel és széleskörű tudás birtokában segítette az olvasók és kutatók munkáját az Irodalomtudományi olvasóteremben. Az OSZK-ban végzett felmérések szerint a legnépszerűbb tájékoztató könyvtáros volt.
Bölcsészhallgatóként elméleti és filozófiai érdeklődése Lukács György esztétikatörténeti és irodalomelméleti tanulmányai felé irányították, s emellett az 1960-as években szerveződött ún. budapesti iskola filozófiai világképe és problémafelvetései alakították szellemi orientációját, amelyhez nagyban hozzájárult Márkus György filozófus személye és gondolkodói magatartása is. Több évtizedes barátságok alapozódtak meg ekkor az ún. Lukács-iskola tanítványaival. A modern líra iránti fogékonysága vezette 1965-ben Fodor András költő irodalmi-baráti társaságához, s ezáltal gyakori résztvevője lett Fülep Lajos művészetfilozófiai˗irodalmi eszmecserékké alakuló Széher úti sétáinak is.
Egyetemi éveitől az 1970-es évek végéig rendszeresen jelentek meg publikációi: cikkeket írt a Magyar Irodalmi Lexikonba, recenziókat a Kritikába, a Jelenkorba, az Irodalomtudományi Közleményekbe, az Alföld és a Somogy folyóiratba; valamint filmelemzéseket a Bíró Yvette által szerkesztett Filmkultúrába. Könyvtárosként leginkább könyvtár-statisztikai és állománygyarapítási kérdéseket érintő írásokat publikált. Az Országos Széchényi Könyvtárban töltött évek alatt publikációi elmaradtak, és fokozatosan „kritikusból átképezte magát olvasóvá”, aki személyes barátainak írásairól – gyakran még publikálatlan kéziratairól −, saját véleményét élőszóban a szerzőnek fejtette ki, s e négyszemközt elmondott műhelykritika vált igazi műfajává. Fodor András Szeizmográf című versében (1977), valamint Spiró György Olvasóm című novellájában (1987) Lakatos András portréját jelenítették meg, s ezt a szellemi-gondolkodói attitűdöt.
Az OSZK Történeti Interjúk Tára számára az 1990-es évek első felében életútinterjút készített Domokos Mátyással, Fodor Andrással, Lator Lászlóval és Szilágyi Sándorral. 1995-ben összeállította a Holmi folyóirat Repertóriumát, 1999-től 2004-ig pedig a BUKSZ válogatott bibliográfiáját („Fontos könyvek”-et) készítette. 1998-tól a Digitális Irodalmi Akadémia Petri György-szakértője, majd 2012-től a Várady Szabolcs-életmű szakértője is. 2000-ben Petri Györgynek szentelt Emlékezet-kötet összeállítója, majd a 2003˗2007 között a Magvetőnél megjelent négy kötetes Petri György munkái könyvsorozat társszerkesztője. A Fodor András pályaképet áttekintő Konok idő című válogatást Domokos Mátyással közösen, 2006-ban a Magyar esszé antológiája (Osiris) irodalom tárgyú kötetét pedig Domokos posztumusz szellemi közreműködése alapján szerkesztette.
2005-ben kiemelkedő könyvtárosi munkájáért Bibliotéka emlékérmet kapott. 2009-ben Az Olvasó című Festschrifttel köszöntötték 65. születésnapján barátai, s egykori munkatársai.
Hosszas betegség után 2019. szeptember 26-án a törökbálinti Tüdőkórházban hunyt el. Temetése 2019. október 18-án a Szent Gellért Plébániatemplom urnatemetőjében volt, búcsúbeszédet mondott Várady Szabolcs , Boka László   és Spiró György .
Rá emlékezik Kőszeg Ferenc nekrológja az Élet és Irodalomban, Mezey László Miklós a Könyv Könyvtár Könyvtáros folyóiratban Archiválva 2020. december 2-i dátummal a Wayback Machine-ben, valamint Lakatos András sírja című versével Ballai László. Emlékének ajánlotta irodalomtörténeti tanulmányát Zsoldos Emese.

## Bibliográfia
- Tokaji Nagy Erzsébet: Lakatos András - töredékes bibliográfia
- Egyméteres lexikon. (Domokos Mátyással, Lakatos Andrással, Réz Pállal, Szörényi Lászlóval és Vekerdi Lászlóval beszélgetünk a Világirodalmi Lexikonról.) A Magyar Rádióban elhangzott beszélgetés rövidített, szerkesztett változata:http://epa.oszk.hu/01000/01050/00149/pdf/EPA01050_holmi_1996-09_1365-1371.pdf
- Legenda Fodor Andrásról. (Domokos Mátyás, Lakatos András, Lator László, Szász Imre, Sárosi Bálint és Tüskés Tibor történeteit összegyűjtötte Albert Zsuzsa.) http://home.hu.inter.net/kortars/0109/albert.htm
- Krúdy Gyula: Isten veletek, ti boldog Vendelinek! :válogatott elbeszélések, vál., jegyz. és utószót írta Lakatos András, Bp., Osiris, 2010.
- Lakatos András: Fogarassy Miklós (1939-2013) nekrológ https://www.holmi.org/2013/09/lakatos-andras-fogarassy-miklos-1939%e2%80%932013

## Külső hivatkozások
- http://www.oszk.hu/hirek/elhunyt-kollegank-lakatos-andras-tajekoztato-osztaly-egykori-munkatarsa
- https://litera.hu/hirek/elhunyt-lakatos-andras.html
- https://litera.hu/irodalom/publicisztika/varady-szabolcs-akartam-neked-irni.html
- https://litera.hu/irodalom/publicisztika/spiro-gyorgy-andris.html
- https://litera.hu/irodalom/publicisztika/boka-laszlo-bucsu-lakatos-andrastol.html